# Національний конкурс журналістських розслідувань

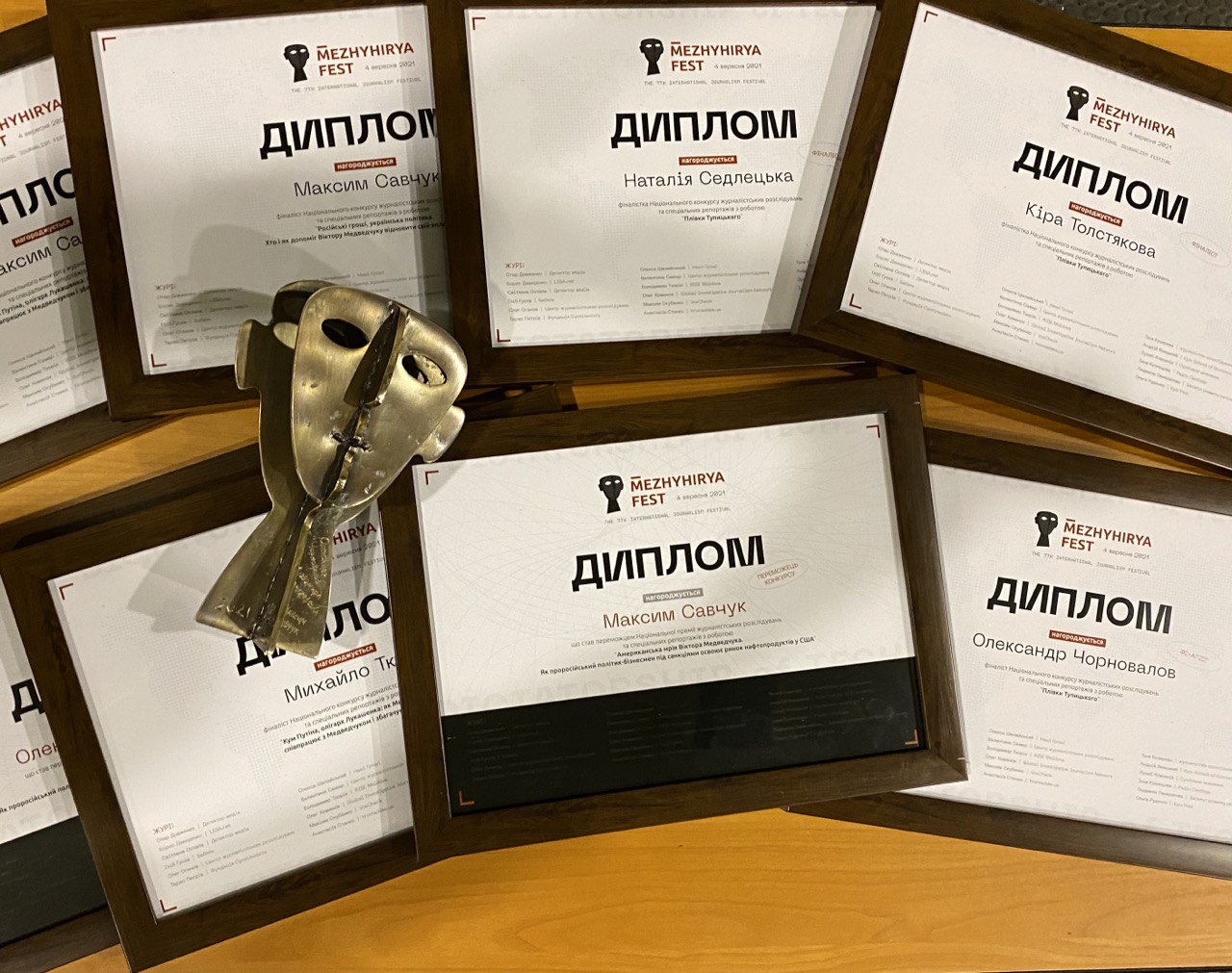

Національний конкурс журналістських розслідувань — щорічний український конкурс матеріалів журналістів-розслідувачів, фінал якого проходить під час міжнародної конференції Mezhyhirya Fest.

## Статус
До розгляду приймаються професійні журналістські матеріали — друковані, відео, веб — у жанрі розслідувань та спеціальних репортажів, опублікованих в українських медіа.

## Історія
Конкурс започаткований у 2014 році після втечі президента Віктора Януковича. Організатори — проект YanukovychLeaks, громадська організація Media Development Foundation, журналісти видання Kyiv Post за підтримки інтернет-видання Українська правда та мережі журналістів-розслідувачів SCOOP.

## Нагородження
Переможців конкурсу нагороджують під час фестивалю MezhyhiryaFest, який проводиться щороку на території колишньої резиденції Віктора Януковича у Межигір'ї. Традиційно переможці отримують статуетку Proxy Prize та грошовий приз у 1000 євро.

## Переможці
2014 рік — Любомир Ференс, розслідування «Як вбивали Нігояна, Жизнєвського, Сеника».
2015 рік — Дмитро Гнап, розслідування «Учасник НЕ бойових дій».
2016 рік — Ангеліна Карякіна і Анастасія Станко, фільм «Злам» з циклу розслідувань «Слідами Революції».
2017 рік — Аліса Юрченко, розслідування «Донька Держспецзв’язку відмовляється провести експертизу сертифіката на ключ, який містить ім’я Рябошапки та фейковий ІПН».
2018 рік — Валерія Єгошина, розслідування «Не по кишені. Люксовий автопарк працівників управління захисту економіки СБУ».
2019 рік — Леся Іванова, розслідування «Друзі Президента крадуть на оборонці».
2020 рік — Євгенія Моторевська і Дмитро Реплянчук, фільм «Я – бот».
2021 рік — Максим Савчук, Любомира Ремажевська і Олександр Чорновалов, розслідування «Американська мрія Віктора Медведчука».
2022 рік — команда розлідувачів Суспільного, фільм «Буча 22».
2023 рік — Олеся Біда, The Kyiv Independent, фільм «Діти для Путіна. Як Росія викрадала дітей з Маріуполя».
2024 — Максим Опанасенко (співатор/-ки: Леся Іванова, Денис Бігус, Аліса Юрченко, Вадим Коршенко, Анастасія Усенко, Марія Землянська), Bihus.info, розслідування «Ми їх ЗНАЙШЛИ! Спецоперація СБУ проти журналістів: обличчя, імена, наслідки». 